# Wladislaw Wladimirowitsch Abaschin
Wladislaw Wladimirowitsch Abaschin (russisch Владислав Владимирович Абашин, wiss. Transliteration Vladislav Vladimirovič Abašin; * 28. Juni 1979 in Rjasan, Oblast Rjasan, RSFSR, Sowjetunion) ist ein russischer Schauspieler.

## Leben
Abaschin wurde am 28. Juni 1979 in Rjasan geboren. Er ist Absolvent der Rjasaner Schule Nr. 11, die er mit einem Abschluss als Mechaniker der 4. Kategorie abschloss. 2006 absolvierte er die Schauspielgruppe der Regieabteilung von RATI-GITIS. Er wirkte an mehreren Stücken der Masterskaja Olega Kudrjaschowa mit. Ab Mitte der 2000er Jahre folgten erste Besetzungen in russischen Film- und Serienproduktionen. 2011 war er in insgesamt acht Episoden der Fernsehserie Der Bomber in der Rolle des Grigoriy zu sehen. 2012 spielte er in Im Nebel den Burov. 2013 übernahm er im Fantasyfilm Dark World 2 – Equilibrium die Rolle des People. 2018 wirkte er in insgesamt 18 Episoden der Fernsehserie Life of a Mistress in der Rolle des Andrey Krechetskiy mit.

## Filmografie (Auswahl)
- 2004: The Penal Battalion Shtrafbat (Shtrafbat/Штрафбат, Miniserie, Episode 1x05)
- 2006: Heaven on Earth (Bumer: Film vtoroy/Бумер. Фильм второй)
- 2008: Island of the Condemned/Cannibal Massacre (Novaya Zemlya/Новая Земля)
- 2008: Yuri’s Day (Yurev den/Юрьев день)
- 2010: The House of Sun (Dom Solntsa/Дом Солнца)
- 2010: Reverse Motion (Obratnoe dvizhenie/Обратное движение)
- 2011: Der Bomber (Obratnoe dvizhenie/Обратное движение, Fernsehserie, 8 Episoden)
- 2012: Im Nebel (V tumane/В тумане)
- 2013: Dark World 2 – Equilibrium (Tjomny mir: Rawnowessije/Равновесие)
- 2015: The Territory (Territoriya/Территория)
- 2016: I Am a Teacher (Ya uchitel/Я – учитель)
- 2018: The Factory (Zavod/Завод)
- 2018: Life of a Mistress (Volnaya gramota/Вольная грамота, Fernsehserie, 18 Episoden)